# Néomycine phosphotransférase
La néomycine phosphotransférase est un gène de résistance aux antibiotiques utilisé pour la sélection des organismes génétiquement modifiés. Deux formes sont utilisées : 
- le gène néomycine phosphotransférase I (nptI)
- le gène néomycine phosphotransférase II (nptII) est plus utilisé que le précédent. Il a été isolé initialement du transposon Tn5 présent dans la bactérie Escherichia coli K12.

## Mode d'action
Les gènes nptI et nptII codent l'enzyme aminoglycoside 3'-phosphotransférase (nommée enzyme aph(3')-II ou enzyme NPTII) qui inactive par phosphorylation de nombreux antibiotiques aminoglycoside comme la kanamycine, la néomycine, la généticine (G418) et la paromomycine.
En exprimant une enzyme bloquant l'action de ces antibiotiques, la néomycine phosphotransférase favorise la résistance aux antibiotiques des organismes qui le contiennent.

## Utilisation dans la fabrication d'OGM
NPTII est le marqueur le plus utilisé pour les plantes génétiquement modifiées. Il est utilisé pour les plantes comme le maïs, le coton, le tabac, le colza, le soja et d'autres sont transformées par l'introduction du gène nptII. Chez les plantes, la kanamycine est le facteur de sélection le plus utilisé, avec des concentrations de 50 à 500 mg/l. Il est très efficace pour inhiber la croissance des cellules non modifiées et permet ainsi la sélection des cellules génétiquement modifiées.